# Комеди франсез
Комеди франсез или Француски театар (фр. Comédie-Française, Théâtre-Français) је једно од пет позоришта у Француској које има статус Националног театра (Théâtre national). Ово је једино позориште међу њима које има стални ансамбл (la Troupe de la Comédie-Française). Главна зграда Комеди франсез се налази у 1. арондисману у Паризу, близу палате Лувр. 
Историја и слава овог театра је блиско повезана са драмским писцем Молијером. 
Позориште Комеди франсез је основано 21. октобра 1680. наредбом краља Луја XIV, чиме су спојене париске трупе Отел де Бургоњ и Театар Гуенего. Прву представу трупа овог позоришта је имала 24. августа. Тада је изведена трагедија Федра аутора Жана Расина и комедија, мање познатог, Жан де ла Шапела. Репертоар се првобитно састојао од комада Молијера, Расина, Пјера Корнеја, Пола Скарона и Жана де Ротруа.
Избијањем Француске револуције, позориште је затворено 3. септембра 1793, а глумци су ухапшени. Нова власт је тек 30. маја 1799. дозволила поновно окупљање позоришне трупе у главној дворани овог театра - Сали Ришеље (Salle Richelieu).
Премијера 25. фебруара 1830. комада Ернани Виктора Игоа била је нарочито бурна. Том приликом су се сукобиле присталице Романтизма са присталицама Класицизма. 
До данас је у Комеди франсез изведено преко 3000 различитих представа. Данас позоришна трупа наступа на три сцене: Сала Ришеље, Театар Вју Коломбје (Théâtre du Vieux-Colombier) и Театар студио. (Studio-Théâtre). 